# Bundesautobahn 314
Die Bundesautobahn 314 (Abkürzung: BAB 314) – Kurzform: Autobahn 314 (Abkürzung: A 314) – war eine geplante Autobahn, durch die eine direkte Verbindung vom Münsterland in die Niederlande entstehen sollte. Sie sollte von Münster über Steinfurt bis zum Grenzübergang Gronau verlaufen und dort in die niederländische N 35 übergehen, die weiter nach Enschede verläuft.
Ursprünglich war im Bundesverkehrswegeplan neben dem Bau der A 314 auch eine Verlängerung der A 43 von Münster nach Rheda und der Bau einer A 47 durch Ostwestfalen vorgesehen. Dadurch wäre eine direkte Verbindung von Ostwestfalen in die Niederlande entstanden. Man entschied sich aber bereits in den 1970er Jahren, für diese Aufgabe die A 33 zu bauen, welche inzwischen realisiert wurde.
Die Planungen für den Bau einer A 314 wurden schließlich in den 1990er Jahren verworfen. Entlang der geplanten Trasse verläuft heute die Bundesstraße 54, die in diesem Bereich durchgehend kreuzungsfrei ist und als dreistreifige Kraftfahrstraße gebaut wurde.